# برت جیلت
برت جیلت (انگلیسی: Burt Gillett؛ ۱۵ اکتبر ۱۸۹۱ – ۲۸ دسامبر ۱۹۷۱) یک کارگردان و نویسنده آمریکایی آثار انیمیشن بود. او بیشتر به خاطر کارگردانی برخی از آثار مجموعه سمفونی احمقانه برای دیزنی ، به ویژه فیلم کوتاه سه خوک فسقلی ،در سال ۱٩٣٣ ، مورد توجه قرار گرفته است.